# 로마 극장

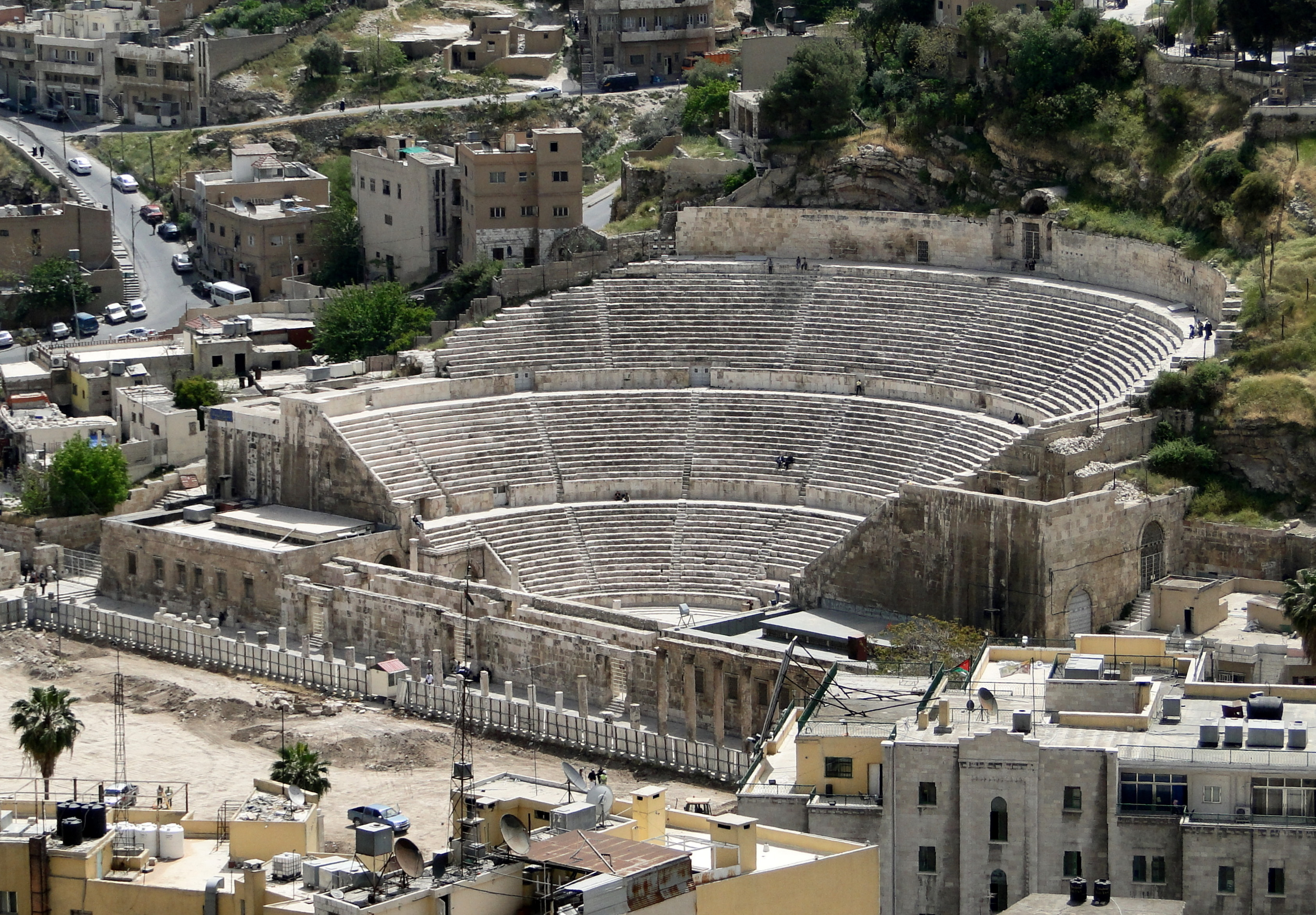
암만의 로마 극장

로마 극장은 고대 로마 시대에 건설 된 반원형 극장으로, 그나이우스 폼페이우스 마그누스가 고대 그리스 극장의 특징의 대부분을 도입하고 폼페이우스 극장을 건설한 것이 시작이다. 로마는 그리스에서 건축의 영향을 많이 받았으며, 극장 디자인도 그런 측면에서 다른 건축물과 전혀 다르지 않다. 그러나 로마 극장은 별도의 토대 위에 구축되어 있는 것이 특징이며, 흙을 파거나 경사면을 이용하는 그리스의 극장과는 다르다. 로마 극장은 첫 번째 로마 극장인 폼페이우스 극장의 기본 설계를 계승하고 파생해갔다.

## 구조
로마 극장은 스페인에서 중동까지 로마 제국의 판도 곳곳에 건설되었다. 로마의 건축이 각지의 건축 기법에 영향을 미치고 세계에 로마 극장의 특징을 갖춘 극장이 건설되었다.
로마 극장은 기본적으로 반원형이며, 위치에 따라 약간의 차이는 있지만, 일정한 고유한 건축 구조로 되어 있었다.

## 같이 보기
- 고대 로마의 연극